# Phyllodactylus transversalis
Phyllodactylus transversalis (листопалий гекон мальпельський) — вид геконоподібних ящірок родини Phyllodactylidae. Ендемік Колумбії.

## Поширення і екологія
Мальпельські листопалі гекони є ендеміками невеликого вулканічного острова Мальпело, розташованого в Тихому океані, приблизно за 300 км від узбережжя Колумбії. Цей острів являє собою голу скелю, а рослинність на ньому представлена лише водоростями, мохами і лишайниками. Колумбійські листопалі гекони живуть серед скель, живляться мурахами, цвіркунами і мухами.